# 가야역 (도시철도)
가야역(Gaya station, 伽倻驛)은 대한민국 부산광역시 부산진구 가야동에 있는 부산 도시철도 2호선의 지하철역이다. 인근에 가야선 가야역이 있다. 이 역은 다른 역과는 달리 1·3번 출구는 축대를 판 공간 안에 있다.

## 역명의 유래
역사(驛舍)가 위치한 가야동의 지명에서 유래하였다. 가야(伽倻)라는 지명은 정중앙이라는 뜻의 갑우에서 뜻한 말로, 예전부터 수정동에서 감고개를 넘으면 만나는 교통의 요지인 이 지역을 갑우내라고 불렀기에 가야가 되었다는 설과 감고개 아래의 마을이라는 뜻에서 가야로 불리게 된 설이 있다. 또한, 삼국유사의 6가야와 관련이 있는 말이라는 추측도 있다.

## 역사
- 1999년 6월 30일 : 부산 도시철도 2호선 개통과 함께 영업 개시

## 역 구조
2면 2선식의 상대식 승강장이 있는 지하역이다. 스크린도어가 설치되어 있다. 대합실을 통과하여 반대쪽 승강장으로 갈 수 있다.

### 승강장
| 부암 ↑   |
| \| 상    |
| ↓ 동의대 |

| 상행 | ● 부산 도시철도 2호선 | 서면·대연·금련산·장산 방면 |
| 하행 | ● 부산 도시철도 2호선 | 사상·덕천·호포·양산 방면   |

## 역 주변
- 가야선 가야역
- 가남초등학교
- CBS 부산방송국
- 가야시장
- 가야1동 파출소
- 가야소방파출소
- 홈플러스 가야점

## 승차량 변동
역세권이 그다지 개발되지 않아서 이용객이 크게 늘지 못하고 있다.
| 역 노선 | 승차 인원 | 승차 인원 | 승차 인원 | 승차 인원 | 승차 인원 | 승차 인원 | 승차 인원 | 승차 인원 | 승차 인원 | 승차 인원 | 승차 인원 | 승차 인원 | 승차 인원 | 승차 인원 | 주 석 |
| 역 노선 | 2002년    | 2003년    | 2004년    | 2005년    | 2006년    | 2007년    | 2008년    | 2009년    | 2010년    | 2011년    | 2012년    | 2013년    | 2014년    | 2015년    | 주 석 |
| ------- | --------- | --------- | --------- | --------- | --------- | --------- | --------- | --------- | --------- | --------- | --------- | --------- | --------- | --------- | ----- |
| 2호선   | 4051      | 4011      | 3842      | 3584      | 3240      | 3092      | 3326      | 3330      | 3337      | 3502      | 3504      | 3744      | 3734      | 3733      | [ 1 ] |

## 인접한 역
| 부산 도시철도 2호선 | 부산 도시철도 2호선   | 부산 도시철도 2호선  |
| ------------------- | --------------------- | -------------------- |
| 220 부암 장산 방면  | ● 부산 도시철도 2호선 | 222 동의대 양산 방면 |